# Morti nel 1974/Gennaio
| Questa pagina contiene informazioni ricavate automaticamente dalle voci biografiche con l'ausilio del template Bio e di un bot. L'aggiornamento è periodico e automatico e ricostruisce completamente la pagina. Se manca una persona in questa lista, sei pregato di non aggiungerla, ma accertati piuttosto che la sua voce biografica contenga il template Bio e che i dati anagrafici siano correttamente compilati. Se il template Bio manca, inseriscilo tu stesso o, in alternativa, metti l'avviso {{tmp\|Bio}} che ne segnala la mancanza. Se i dati riportati sono sbagliati, correggi direttamente la voce biografica; le modifiche saranno visibili in questa lista entro pochi giorni. Per chiarimenti vedi il progetto biografie. La lista contiene solo le 85 persone che sono citate nell'enciclopedia e per le quali è stato implementato correttamente il template Bio. Pagina aggiornata al 3 mar 2024. |

- 1º gennaio - Georg Andersen, calciatore norvegese (n. 1893)
- 1º gennaio - Pietro Porqueddu, cantante italiano (n. 1894)
- 2 gennaio - Ralph Block, produttore cinematografico e sceneggiatore statunitense (n. 1889)
- 2 gennaio - Errett Lobban Cord, imprenditore e politico statunitense (n. 1894)
- 2 gennaio - Neva Gerber, attrice statunitense (n. 1891)
- 2 gennaio - Tex Ritter, cantante e attore statunitense (n. 1905)
- 2 gennaio - Fernand de Montigny, architetto, schermidore e hockeista su prato belga (n. 1885)
- 3 gennaio - Gino Cervi, attore, doppiatore e conduttore radiofonico italiano (n. 1901)
- 3 gennaio - Jimmy McStay, allenatore di calcio e calciatore scozzese (n. 1893)
- 3 gennaio - Maksim Štrauch, attore sovietico (n. 1900)
- 4 gennaio - Giuseppe Agnino, imprenditore, giornalista e politico italiano (n. 1891)
- 4 gennaio - Ellef Mohn, calciatore norvegese (n. 1894)
- 4 gennaio - Renzo Videsott, ambientalista, veterinario e alpinista italiano (n. 1904)
- 4 gennaio - Camillo Zarri, generale italiano (n. 1886)
- 5 gennaio - Erminia Caudana, restauratrice italiana (n. 1896)
- 5 gennaio - Joseph Fassbender, pittore tedesco (n. 1903)
- 5 gennaio - Béla Illés, scrittore ungherese (n. 1895)
- 5 gennaio - Burkhard Niering, poliziotto tedesco (n. 1950)
- 5 gennaio - Lev Nikolaevič Oborin, pianista russo (n. 1907)
- 5 gennaio - Vincent Starrett, scrittore e giornalista statunitense (n. 1886)
- 5 gennaio - François Vasse, calciatore francese (n. 1907)
- 6 gennaio - David Alfaro Siqueiros, pittore messicano (n. 1896)
- 6 gennaio - Jeanne Gautier, violinista francese (n. 1898)
- 6 gennaio - Margit Slachta, attivista e politica ungherese (n. 1884)
- 7 gennaio - Marco Borrini, calciatore italiano (n. 1919)
- 7 gennaio - Basil Gates, calciatore inglese (n. 1896)
- 7 gennaio - Eugen Krón, pittore slovacco (n. 1882)
- 10 gennaio - Gertrude Bambrick, attrice e coreografa statunitense (n. 1897)
- 10 gennaio - Bennie Bonacio, clarinettista, sassofonista e compositore italiano (n. 1903)
- 11 gennaio - Vincenzo Bavaro, politico italiano (n. 1894)
- 11 gennaio - Josef Chloupek, calciatore austriaco (n. 1908)
- 11 gennaio - Øivind Høibak, calciatore norvegese (n. 1916)
- 12 gennaio - Jack Jacobs, giocatore di football americano statunitense (n. 1919)
- 12 gennaio - Chris MacKintosh, bobbista e lunghista britannico (n. 1903)
- 12 gennaio - Nunzio Malasomma, regista e sceneggiatore italiano (n. 1894)
- 12 gennaio - Patrizia di Connaught, principessa inglese (n. 1886)
- 13 gennaio - Charles Finn, pallanuotista statunitense (n. 1897)
- 13 gennaio - Wim Groskamp, calciatore olandese (n. 1886)
- 13 gennaio - Raoul Jobin, tenore canadese (n. 1906)
- 13 gennaio - Alfredo Poggi, filosofo, politico e antifascista italiano (n. 1881)
- 14 gennaio - Luca Barnocchi, inventore e ingegnere italiano (n. 1905)
- 14 gennaio - Cassiano Ricardo, poeta, giornalista e saggista brasiliano (n. 1895)
- 14 gennaio - Galileo Emendabili, scultore italiano (n. 1898)
- 14 gennaio - Knut Lund, calciatore finlandese (n. 1891)
- 14 gennaio - Nikolaj Ivanovič Moskalenko, attore e regista sovietico (n. 1926)
- 15 gennaio - Charles Rosher, direttore della fotografia inglese (n. 1885)
- 16 gennaio - Elow Kihlgren, diplomatico e imprenditore svedese (n. 1887)
- 16 gennaio - Luigi Rocco, politico italiano (n. 1882)
- 17 gennaio - Ugo Pistolesi, tiratore a segno italiano (n. 1883)
- 17 gennaio - Mario Zidarich, calciatore e allenatore di calcio italiano (n. 1915)
- 18 gennaio - Bill Finger, fumettista e scrittore statunitense (n. 1914)
- 18 gennaio - Teresina Negri, ballerina, imprenditrice e stilista italiana (n. 1879)
- 19 gennaio - Clemente Serventi, tennista e calciatore italiano (n. 1889)
- 20 gennaio - Edmund Blunden, scrittore, poeta e critico letterario britannico (n. 1896)
- 20 gennaio - Letizia Bonini, attrice italiana (n. 1902)
- 20 gennaio - Karl von Oven, generale tedesco (n. 1888)
- 20 gennaio - Paul Sidney Martin, archeologo, antropologo e storico statunitense (n. 1898)
- 21 gennaio - Arnaud Denjoy, matematico francese (n. 1884)
- 21 gennaio - Lewis Strauss, politico statunitense (n. 1896)
- 22 gennaio - Anna Lehr, attrice statunitense (n. 1890)
- 22 gennaio - Antanas Sniečkus, politico lituano (n. 1903)
- 23 gennaio - Helmut Kahl, pentatleta tedesco (n. 1901)
- 23 gennaio - Alma Taylor, attrice inglese (n. 1895)
- 24 gennaio - Amy Nimr, pittrice egiziana (n. 1898)
- 25 gennaio - William Fawcett, attore statunitense (n. 1894)
- 25 gennaio - Giuseppe Raffeiner, politico italiano (n. 1895)
- 25 gennaio - Luigi Scarfiotti, politico, ingegnere e pilota automobilistico italiano (n. 1891)
- 26 gennaio - Julius Patzak, tenore austriaco (n. 1898)
- 26 gennaio - Ivan Pryvalov, calciatore sovietico (n. 1902)
- 27 gennaio - Pavel Rafailovič Bermondt-Avalov, generale e scrittore russo (n. 1877)
- 27 gennaio - Leo Geyr von Schweppenburg, generale tedesco (n. 1886)
- 27 gennaio - Georgios Grivas, generale e guerrigliero greco (n. 1898)
- 27 gennaio - Edward Spears, generale britannico (n. 1886)
- 27 gennaio - Carlo Zinelli, pittore italiano (n. 1916)
- 28 gennaio - Giuseppe Moro, calciatore e allenatore di calcio italiano (n. 1921)
- 29 gennaio - Benjamin Steinberg, violinista e direttore d'orchestra statunitense (n. 1915)
- 30 gennaio - Fernand Arnout, sollevatore francese (n. 1899)
- 30 gennaio - Carlo Farini, politico e partigiano italiano (n. 1895)
- 30 gennaio - Jimmy Hogan, calciatore e allenatore di calcio inglese (n. 1882)
- 31 gennaio - Pedro Manuel Benítez, calciatore paraguaiano (n. 1901)
- 31 gennaio - Pina Gallini, attrice italiana (n. 1888)
- 31 gennaio - Samuel Goldwyn, produttore cinematografico polacco (n. 1882)
- 31 gennaio - Julius Hjulian, calciatore svedese (n. 1903)
- 31 gennaio - Glenn Morris, multiplista statunitense (n. 1912)
- 31 gennaio - Emil Väre, lottatore finlandese (n. 1885)